# Colonia del New Haven
La Colonia del New Haven fu una piccola colonia inglese dell'America Settentrionale dal 1637 al 1664, situata quasi interamente in una parte di quello che è oggi il Connecticut.
La storia della colonia fu una serie di delusioni e fallimenti. Ragioni militari, giuridiche, economiche e sociali resero la colonia intrinsecamente debole, tanto che tutte le località antropizzate aderirono progressivamente al Connecticut negli anni dal 1662 al 1664. A quel punto la colonia divenne la città di New Haven, da cui nel tempo si staccarono varie cittadine.

## Geografia
Benché il corpo principale della colonia si trovi oggi nel Connecticut, suoi avamposti esistevano anche in quelli che sono gli Stati di New York, New Jersey, Pennsylvania e Delaware.

## Storia
Nel 1637 un gruppo di mercanti partì con le famiglie in direzione di Boston, con l'intenzione di creare un nuovo insediamento. I leader del gruppo erano il pastore puritano John Davenport e il ricco mercante Theophilus Eaton, che aveva investito la cifra astronomica di tremila sterline nella spedizione. Entrambi avevano esperienza di equipaggiamento di velieri della Compagnia della Baia di Massachusetts.
Arrivati a Boston il 26 giugno, ebbero informazioni sull'area intorno al fiume Quinnipiac, e, trovatala ideale per il commercio, vi si trasferirono in 250 il 14 aprile 1638, compresi alcuni coloni del Massachusetts. La zona, infatti, era un buon porto naturale fra Boston stessa e la città olandese di Nuova Amsterdam sull'isola di Manhattan e insieme un buon accesso alle pellicce degli insediamenti di Hartford e Springfield nella valle del fiume Connecticut. I coloni non avevano un atto costitutivo ufficiale: lo storico Edward Channing li definisce abusivi, mentre Edward Atwater riferisce di un acquisto di terreno dai nativi dell'aprile 1638, con un atto scritto di compravendita firmato nel novembre e un altro nel dicembre per un terreno a nord del primo. Altri trattati entrarono in vigore nel febbraio e nel settembre 1639 rispettivamente per le aree di Milford e Guilford (chiamate dai nativi Wepowauge e Menunkatuck).
Oliver Cromwell insistette perché tutti i coloni migrassero verso colonie irlandesi o spagnole che intendeva conquistare, ma i puritani del New Haven erano attaccati alla loro nuova terra.

## Diritto
Dal punto di vista legale, le colonie inglesi erano colonie proprietarie, ossia proprietà privata di tutti o alcuni coloni, colonie reali, ossia proprietà del governo inglese, o colonie fondative, cioè rette secondo un atto fondativo concesso dal governo e che ne regolava il funzionamento. Il New Haven non rientrava in nessuna di queste categorie, il che la metteva in una condizione d'inferiorità giuridica rispetto alle altre: praticamente non aveva un diritto legale di esistere.

## Situazione militare
La distanza dalle zone abitate dai nativi verso l'interno ha evitato tensioni con ripercussioni violente come in altre colonie. Tuttavia la colonia era praticamente circondata da quella del Connecticut, più grande e dotata di un atto costitutivo (fra l'altro uno di quelli che lasciavano più potere alla colonia); l'indiscussa superiorità militare di quest'ultima la portò ad avere sempre un atteggiamento aggressivo verso la più debole vicina, finendo come detto per fagocitarla.

## Politica e società
La colonia fu retta come Stato confessionale, con prevalenza dei Puritani. Il sistema politico era gestito solo da ecclesiastici e il rifiuto di ampliarlo alienò molti consensi.
Poiché la Bibbia non contiene riferimenti al processo civile o penale con una giuria, il sistema giudiziario era affidato al "magistrato", cioè al capo del potere esecutivo.

## Economia
La classe dirigente era composta da imprenditori e commercianti; tuttavia costoro non riuscirono mai a stabilire una grande impresa o un'impresa redditizia a causa della debolezza dell'agricoltura che ne avrebbe dovuto costituire la base: il suolo era roccioso e difficile da coltivare e il luogo isolato.
Il commercio inizialmente avveniva tramite la Compagnia della Baia di Massachusetts. Nel 1645 la colonia investì tutto in un vascello da 80 tonnellate per attraversare l'oceano: caricata con grano e pelli di castoro per l'altissimo valore di 5.000 sterline, la nave non arrivò mai a destinazione. Il valore economico della perdita fu un colpo decisivo alla capacità di sviluppo economico della colonia.

## Cultura
Uno dei funzionari della colonia, John Davenport, era un intellettuale educato ad Oxford e nel 1660 istituì un ginnasio, come primo passo verso un ateneo universitario. Da qui è nata, anni dopo, nel 1701, l'università di Yale.
La scuola, chiamata Hopkins School dal nome del governatore del Connecticut che ne finanziò l'apertura, è tuttora in esercizio e risulta una delle più antiche istituzioni scolastiche degli Stati Uniti.

## Nella letteratura
La vicenda della nave dispersa fu celebrata dal poeta Henry Wadsworth Longfellow nella lirica La nave fantasma (The Phantom Ship), del 1847.